# Anders Carlborgson
Anders Carlborgson, född 6 november 1802 på gården Risholn i Sundborns socken, Dalarna, död 15 januari 1886 på Lilla Karlborn, Sundborn, var en svensk bergsman.
Han har kallats "Sundborns store välgörare" och "Folkupplysningens banbrytare".